# Emoticon

Prima emotigramă a cunoscut de-a lungul timpului multe variante.

O emoticoană  (var. emoticon) sau emotigramă (cuvânt creat prin compunerea substantivelor „emoție” și „pictogramă”), rareori numit și „față zâmbitoare” sau „zâmbilici” (traducere din engleză de la smiley) este o reprezentare grafică stilizată (pictogramă) a unei fețe umane. Este un cuvânt artificial, combinația cuvintelor "emoție" și "icoană" - deci un chip care exprimă diverse stări emotive. Cea mai simplă emotigramă constă dintr-un cerc galben (fața), cu două puncte negre (ochii) și cu o jumătate de cerc în partea de jos (gura), vezi imaginea din dreapta.

## Popularizare
Pictograma a fost popularizată la începuturile anilor 1970 de frații Murray și Bernard Spain, care s-au unit într-o campanie pentru a vinde obiecte noi. Ei au produs nasturi, dar și cești de cafea, tricouri și multe alte obiecte pe care erau imprimate emotigrama și fraza "Vă dorim o zi fericită", născocită de Murray Spain.

KDetaliu despre imaginea fețelor zâmbitoare

## Folosirea în Internet
Emotigramele au devenit un simbol al culturii Internetului, constând în imagini de tip GIF animate, sau create cu ajutorul caracterelor obișnuite de tipar care pot fi scrise cu o tastatură sau mașină de scris. De asemenea, există caractere Unicode special făcute pentru a reprezenta unele emotigrame:
| ☹ | 0x2639 | Față albă, tristă     |
| ☺ | 0x263a | Față albă, fericită   |
| ☻ | 0x263b | Față neagră, fericită |

Deși emotigramele sunt folosite des pe forumuri, ele sunt considerate doar o facilitate în plus, iar uneori când un utilizator răspunde printr-un mesaj format doar dintr-o emotigramă, mesajul este considerat spam. Fețele zâmbitoare sau și mânioase etc. pot face diferența dintre o insultă și o glumă, spre exemplu: "Azi ești cam încet, nu-i așa? :)".

### Emotigramele (glifele ASCII) create cu ajutorul tastelor computerului

Modul în care sunt formate emotigramele compuse cu ajutorul tastelor computerului.

De-a lungul timpului au fost create multe reprezentări de emotigrame cu ajutorul caracterelor de pe tastele computerului. Acestea se pot împărți în două mari categorii: cele verticale și cele "culcate" pe lateral. Iată câteva dintre ele:
```

:-)   :)   ;)   :o)   :-$   *<¦:O)   XD   *<[8)]>   =]  }:-) :w  :P

:@    8)   :3   :D    ;D     >:-(  x-D :-* xD =] =) =[ =(

-_-   +_+   ^_^   ^,..,^   ^0^y   *_*   !_!   >_<   =_=   e_e 

o_o   X_X   -_o    $_$      <_<   >_>   o_0  ><_><  ?_? O.o 0.0

'_'   O.O   $.$    T.T      ._.   u.u   >-<" (-_-) d(^_^d)(b^_^)b '='
(ì_í) (î_í) ‹(•¿•)› 6_6  ^<>^  @ @ @_@ @o@  >_O  ¬_¬ (///_V) O:) °-° :'(  :-()

```

În ziua de azi există o mare varietate de emotigrame care pot fi înglobate în text, des folosite în blogurile web:))); :((

## Galerie de emotigrame

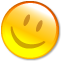
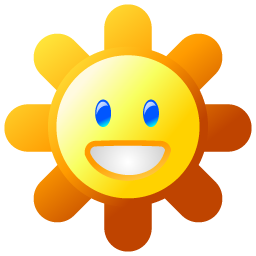

## Apariții neobișnuite

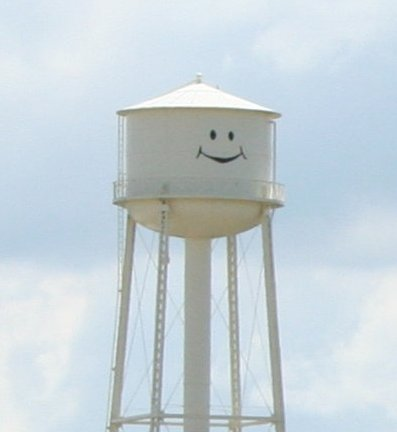
O față zâmbitoare este desenată pe turnul de apă din Hammond, Illinois.

- În mai 2002, Luke Helder, un lansator de bombe tubulare, a proiectat prin modelul amplasării bombelor sale o față zâmbitoare. Primele lui 16 bombe formau cercuri, unul în Nebraska iar al doilea la granița dintre Illinois și Iowa, reprezentând ochii; iar două bombe din Texas și Colorado păreau a fi începutul gurii. Din fericire, infractorul a fost prins înainte de a face vreun rău cuiva (și înainte de a-și termina proiectul).
- O specie a unui păianjen Hawaiian, Theridion grallator, cunoscut ca "păianjenul Față Fericită" are pe corpul său un model de față zâmbitoare galbenă.
- Cea mai mică încarnare a unei emotigrame a fost creată de Paul Rothemund de la California Institute of Technology. El a folosit fâșii de ADN într-o metodă pe care el o numește "origami ADN" pentru a construi o nanostructură bidimensională complexă în forma unei fețe zâmbitoare.
- Craterul marțian Galle seamănă foarte mult cu un chip zâmbitor.
- O față zâmbitoare poate fi văzută într-o radiografie făcută unui implant dental corect executat.
- O față zâmbitoare este gravată și pe una din pastilele cu droguri de tip ecstasy.

## Emotigramele în cultura populară
Serviciile de chat și e-mail dețin de obicei emotigrame proprii, protejate de legea drepturilor de autor.

### Reclame
- În 1986, restaurantele americane Eat'n Park au introdus fursecul "Zâmbăreț".
- Sigla Olimpiadei Naționale de Informatică în anul 2007 a fost un chip zâmbitor.

### Artă și literatură
- Popularul artist englez de graffiti Banksy a folosit de multe ori emotigrame în munca sa, incluzând o lucrare care arată un om în uniformă polițienească cu o emotigramă în loc de cap.
- În revista electronică Misfile, Rumisiel poartă un tricou cu o emotigramă care nu zâmbește și textul "Vă dorim o zi Arhivat în 27 septembrie 2007, la Wayback Machine.".

### Software

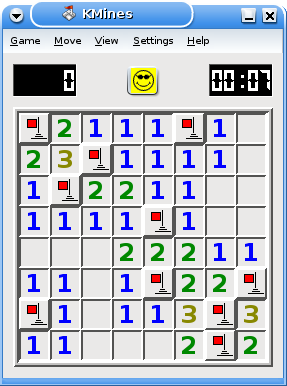
În Minesweeper, o față zâmbitoare indică starea jocului.

- Programul de poștă electronică Incredimail încurajează oamenii să folosească emotigrame în e-mail-urile pe care le trimit. Ei numesc emotigramele lor "chubbyconuri".
- O emotigramă cu ochelari făcea parte din sigla software-ului Microsoft Bob.
- Pe YouTube există o serie de filme numite "Smiley Face..." în care o față zâmbitoare desenată în Paint "cântă" diverse cântece - inclusiv un duet!

## cel mai popular emoticon
cel mai popular emoticon este smiley!